# 舊城 (佛羅里達州)
舊城（英語：Old Town）是位於美國佛羅里達州迪克西縣的一個非建制地區。該地的面積和人口皆未知。

## 地理
舊城的座標為29°36′04″N 82°58′55″W / 29.60111°N 82.98194°W，而該地的平均海拔高度為7米（即23英尺）。